# Криза с американски заложници в Иран (1979 – 1981)
Кризата с американските заложници в Иран (на персийски: اشغال سفارت امریکا, Окупация на американското посолство) е дипломатическа криза между Иран и САЩ, по време на която 66 американци са държани заложници за 444 дни – от 4 ноември 1979 до 20 януари 1981, след като група ислямистки студенти и активисти окупират американското посолство в Техеран в подкрепа на Иранската революция.
Непосредствената причина за окупацията на американското посолство е фактът, че президентът Картър позволява на сваления бивш владетел на Иран Шах Реза Пахлави да бъде приет в болница в САЩ за медицинско лечение. В Иран това се приема като опит на Шах Реза Пахлави да се върне на власт, подкрепян от САЩ. Последвалата криза проваля призидентството на Картър и създава ситуация близка до война, враждебност между Иран и САЩ, която продължава и до днес.
Кризата достига кулминация, когато след неуспешни опити за преговори, САЩ предприема военна спасителна операция. Операция „Eagle Claw“ завършва неуспешно на 24 април 1980 г. Жертвите са осем американски военнослужещи, един цивилен иракчанин, два военни самолети са унищожени след сблъсък. На 27 юли 1980 г. бившият шах умира. Последвалото нахлуване в Иран от Саддам Хюсеин предизвиква иранското правителство да влезе в преговори със САЩ, с Алжир като посредник. Заложниците са освободени ден след посписването на Алжирското споразумение, минути след като новият президент Роналд Рейгън полага клетва.

## Предистория

### Президентство на Картър
След войната във Виетнам САЩ разчитат на регионални сили като Иран за защита на глобалните им интереси. През периодът 1973 – 1978 г. Иран изразходва 19 млрд. $ от националното нефтено богатство за закупуване на американски оръжия с аргумент, че трябва да се отбранява от врагове като Ирак, Съветския съюз и местните радикални организации.
Така Иран създава най-силната армия в Персийския залив, но недоволството на обществото нараства. През 1978 година в Иран има демонстрации, бунтове и стачки, по време на които президентът Картър продължава да подкрепя шахът. Има опити да се преодолеят антиамериканските настроения и да се стабилизира ситуацията, като се търсят нови връзки с иранското правителство за продължаване на военното сътрудничество. В администрацията на президентът Картър се сблъскват няколко идеи. Съветникът по въпросите на националната сигурност Збигнев Бжежински има идея за инсцениране на преврат от страна на иранската армия. Държавният секретар Сайръс Ванс, подкрепян от американския посланик в Техеран Уилиям Съливан, отхвърля идеята с аргументите, че това е в противоречие с външната политика на Картър и че такова мащабно мобилизиране на иранската армия е невъзможно.
В Иран е назначено цивилно правителство и на 16 януари 1979 г. шахът заминава за Египет, минава през Мароко и Бахамските острови до Мексико. Първоначално САЩ не желае да приеме шахът, заради антиамериканските настроения в Иран. Въпреки това, на 22 октомври 1979 г., САЩ позволяват на шаха, който е болен от рак, да постъпи в болница в Ню Йорк, след натиск от страна на влиятелни фигури, включително бившия държавен секретар Хенри Кисинджър и Дейвид Рокфелер. Служителите в посолството в Техеран предупреждават, че такъв ход ще засили протестът срещу американците в Иран. 
Точно допускането на Шах Реза Пахлави в САЩ предизвиква още по-силни антиамерикански настроения в иранските революционери и създава слухове за подкрепян от САЩ военен преврат и евентуално завръщане на шаха. САЩ отказват да влязат в директен контакт с революционния лидер аятолах Хомейни, който е в изгнание в Париж от 15 години.

### Мохамед Реза Пахлави
През февруари 1979 г. Реза Шах Пахлави е свален от власт чрез революция. В продължение на няколко десетилетия САЩ са съюзници с шаха. По време на Втората световна война съюзническите сили Великобритания и Съветския съюз в операция „Съгласие“ окупират Иран и принуждават Реза Шах Пахлави да абдикира в полза на сина си Шах Реза Пахлави. Те се опасяват, че Реза Шах Пахлави цели да се съюзи с нацистка Германия по време на войната.
Причина за това е Декларацията за Неутралитет на Реза Шах Пахлави, с която отказва иранската територия да се използва за обучения или транспортен коридор за доставка на оръжия на Съветския съюз за борба с Германия. Заради важността на Иран за победата на войната, Уинстън Чърчил го нарича „Мостът на победата“. 
До 1950 г. шахът води борба за власт с премиера Мохамед Mосадех, който е потомък на предходната монархия, династията Каджар. През 1953 г. британските и американските шпионски агенции помагат на иранските монархисти да свалят правителството на Mосадех чрез военен преврат с кодово име Операция Аякс и помагат на шаха да се върне на власт. Шахът се обявява за абсолютен монарх с цел поемането на пълен контрол над правителството, за да възстанови реда. Той се превръща във верен антикомунистически съюзник на САЩ и в стълб на американското влияние в Средния Изток. 
Анти-демократическият преврат е „критично събитие в следвоенната история на света“, той заменя иранската пост-монархическата, местна и светска парламентарна демокрация с абсолютна монархия.  Подкрепата на САЩ и финансирането на шаха продължават и след преврата. През 1957 г. с помощта на ЦРУ шахът създава САВАК – тайна полицейска организация, която да потиска опозицията и да тероризира населението. САВАК, символът на полицейската държава на шаха, извършва многобройни актове на насилие, които съществено допринасят за обединяването на значителна група срещу монархът и неговият спонсор САЩ. През следващите десетилетия тази чужда намеса, заедно с други икономически, културени и политически проблеми, като например потъпкването на гражданските права, инфлацията, безработицата, обединяват опозицията срещу шаха и водят до свалянето му от власт. 

## Подготовка
Превземането на американското посолство първоначално е планирано за септември 1979 г. от Ибрахим Асгхарзадех, студент по това време. Той се консултира с ръководителите на ислямски асоциации в основните университети в Техеран. Кръщават тяхната група Мюсюлмански студенти последователи на линията Имам. Асгхарзадех по-късно казва, че е имало пет студенти на първата среща, двама от които (включително иранския президент (2005 г. – 2013 г.) Махмуд Ахмадинежад, въпреки че това твърдение е било отречено от иранското правителство) искат целта да бъде съветското посолство. Но другите двама, Мирдамади и Хабиболах Битараф, подкрепят Асгхарзадех, който избира целта да бъде САЩ. „Нашата цел беше да възразим срещу американското правителство като отидем до тяхното посолството и го окупираме в продължение на няколко часа“, казва Асгхарзадех. „Изразяването на нашите възражения от окупираната територия ще разпространи нашето послание към света по много по-твърд и ефективен начин.“  Мирдамади заявява пред интервюиращия, „ние имахме намерение да задържим дипломатите в продължение на няколко дни, може би една седмица, но не и повече“.  Говорител на иранските студенти по време на кризата, заявява, че тези, които отхвърлят плана на Асгхарзадех не са участвали в последвалите събития. 
Ислямистките студенти използват опита от неотдавнашната революция, по време на която посолството на САЩ е окупирано за кратко. Те са подкрепяни от полицията, която отговаря за охраната на посолството и на ислямските революционери.  Според групата и други източници на информация Хомейни не е знаел предварително за плана.  Ислямистките студенти са искали да го информират, но според Марк Боудън, аятолах Мусави Кхоейниха ги убеждава да не го правят. Кхоейниха се страхува, че правителството ще използва полицията, за да изгони студентите. Хомейни назначава временно правителство и така той се съгласява с желанието им да възстановят реда. 
Основна част от Ислямската революция е пропаганда и демонстрации срещу САЩ и срещу президента Джими Картър. След влизането на шаха в САЩ, Хомейни призова за антиамерикански улични демонстрации. На 4 ноември 1979 г., една такава демонстрация, организирана от иранските студентски съюзи, верни на Хомейни, се осъществява в посолството на САЩ.

## Превземане на Американското посолство
Около 06:30 ч. на 4 ноември 1979 г., подстрекателите събират между 300 и 500 избрани студенти, след това станали известни като Мюсюлмански студенти последователи на линията Имам, и ги запознават с бойния план. Дават метални ножици на студентка, за да ги скрие под нейната чадра и да пререже веригите на вратите на посолството.
Първоначално студентите възнамерявали да направят само символична окупация, да разпространят изявление в пресата и да си тръгнат, когато охраната се появи, за да разпръсне демострацията. Но когато става ясно, че охраната няма да използва смъртоносна сила, а само сълзотворен газ, и че отвън се е събрала голяма гневна тълпа, за да подкрепя окупаторите, намеренията им се променят. 

## Заложници
През първите няколко дни, много души от персонала на посолството, сред които има и офицери на ЦРУ под прикритие, които успяват да се измъкнат или не са били в посолството по време на окупацията, биват заловени от ислямистите. Шест американски дипломати успяват да избягат и намират убежище в канадското и шведско посолство в Техеран за три месеца. Съвместна тайна операция на 28 януари 1980 г. на канадското правителство и ЦРУ успява да ги изведе от Иран с помощта на канадски паспорти, прикривайки ги като канадския филмов екип. 
В резултата на окупацията 66 души са взети като заложници – 63-ма са заловени в посолството, а 3-ма – в Министерството на външните работи на Иран. Трима от заложниците са оперативни работници на ЦРУ. 
Тринадесет заложници (жени и афроамериканци) са освободени в периода 19 – 20 ноември 1979 г., а един е бил освободен на 11 юли 1980 г. Петдесет и двамата останали заложници, издържат 444 дни в плен до тяхното освобождаване на 20 януари 1981 г. Заловени са и малък брой цивилни американци, които са освободени в края на 1981 г.
Заложниците първоначално са държани в посолството, но след неуспешната спасителна мисия, са разпръснати на различни места в Иран. През лятото на 1980 г. заложниците са преместени в затвори в Техеран, с цел да се предотврати бягство или опит за спасение, да се подобри охраната и доставката на храна. От ноември 1980 година до освобождението им, заложниците са държани в имението на Бахтиари в Техеран, където са им предосвавени вани, душове и топла вода. Заложниците никога не са били подлогани на физически или сексуален тормоз, въпреки че са били принудени да стоят с вързани ръце и не са можели да разговарят помежду си. Иранската пропаганда ги обявява като гости, към които се отнасят с уважение. Заложниците обаче разказват за побои, кражби и принуждаване да се разхождат из гневните тълпи пред посолството, докато ги обиждат. Най-страшния момент, които заложниците преживели, била „симулативната“ екзекуция, предхождана от агресивен разпит. 

## 444 дни заложничество

### Реакцията на администрацията на Картър
Студентите искат да бъде екстрадиран обратно в Иран Шах Реза Пахлави, за да има процес срещу него. Само при това условие ще бъдат освободени американските заложници. Друго искане на студентите е правителството на САЩ да се извини за намесата си във вътрешните работи на Иран, за свалянето от власт на министър-председателя Мосадех (през 1953 г.) и да бъдат размразени иранските активи в САЩ.
Първоначално президентът Картър нарежда за преразглеждане на визите 50 хиляди ирански студенти и тези които не са записани в колеж или университет да бъдат депортирани. Този план обаче се оказва неефективен, защото властите трудно могат да локализират иранците. На 14 ноември президентът замразява ирански активи в САЩ, възлизащи на около 8 млрд. $. Американските власти тайно отправят молба към лидера на Организацията за освобождение на Палестина Ясер Арафат за съдействие. Неговата помощ се изразява в убеждаването на революционното правителство да освободи 13 от заложниците (повечето от освободените са жени). Също така Вашингтон привлича на помощ и други чужди правителства, международни организации, частни пратеници. Тези усилия обаче се провалят. 

### Преговори
През 1979 г. боксьорът Мохамед Али предлага да отиде в Иран в замяна на няколко заложника, но иранските власти не го позволяват.
В първия опит за преговори за освобождаване на заложниците участват Хектор Виалон и Кристиан Бургет, представители на иранския външен министър Садех Хотбзадех. Те представят официално искане до Панама за екстрадиция на шаха, което е претекст за тайни преговори за освобождаване на заложниците. В същото време Съветският съюз нахлува в Афганистан и САЩ се надява, че Иран ще поиска по-близки отношения заради общия им враг – Съветския съюз. След седмици преговори в Париж се стига до план за създаването на международна комисия, която да проучи ролята на САЩ в Иран. Планът обаче пропада след като Хомейни произнася реч, в която хвали окупацията на посолството и обявява, че съдбата на заложниците ще се реши от иранския парламент, който все още не е избран. Когато 6 души от международната комисия на ООН отиват в Иран, не са допуснати да видят заложниците.
Следващият неуспешен опит е през април, когато има искане към президента Картър публично да обещае, че няма да налага допълнителни санкции на Иран, в замяна на което заложниците ще бъдат прехвърлени на правителството на Иран, което след кратък период от време ще ги освободи. Иранският президент и външния министър се противопоставят на по-нататъшно задържане на заложниците. След като Картър прави обещание, за негова изненада президентът Банисадр прави допълнителни искания, с които Картър се съгласява, но Хомейни отново налага вето на плана.
Смъртта на шаха на 27 юли и нахлуването на Ирак в Иран през септември 1980 г. правят властите в Иран по-склонни да разрешат кризата със заложниците. След победата на Роналд Рейгън, Картър продължава да прави опити за преговори чрез заместник-държавния секретар Уорън Кристофър, алжирски посредници и членове на иранското правителство в последните дни от своето президентсвто. Иранските искания стават четири – разкаяние или извинение за историческата роля на САЩ в Иран, размразяване на иранските активи в САЩ, оттегляне на всички съдебни искове срещу Иран, произтичащи от окупацията на посолството и обещание за ненамеса в бъдеще. Тези искания са изброени в края на реч на Хомейни САЩ се съгласява да изпълни всички искания, но не и да се извини. Преговорите обаче остават в застой заради инвазията на Ирак, за която Иран обвинява САЩ. 

### Помощ от Канада
Съвместна тайна операция на канадското правителство и ЦРУ спасява шестима служители на американското посолство, които са успели да избягат по време на неговата окупация. Операцията е известна като „Канадската лудория“. По време на нея двама агенти на ЦРУ се присъединяват към дипломатите и се представят за филмов екип, съставен от шест канадци, един ирландец и един латино американец, които търсят подходящо място да заснемат сцена от фантастичния филм „Арго“. Акцията е завършена сутринта на 28 януари 1980 г. на летище Мехрабат в Техеран, където осемте американци успешно се качват на самолет за Цюрих, Швейцария и успяват да избягат от Иран. Спасителната операция е пресъздадена във филма от 2012 г. „Арго“, спечелил „Оскар“ за най-добър филм за същата година.

### Опити за освобождение
На 7 април 1980 г. след като Техеран отхвърля поредната тайна дипломатическа възможност, САЩ прекъсва връзките си с Иран. Четири дни по-късно Картър нарежда на началниците на генералния щаб да предприемат сложна спасителна акция. Той назначава среща на Съвета по национална сигурност, за да чуе неговите аргументи. Първо, заявява секретарят Ванс, САЩ тъкмо са убедили съюзниците си да наложат икономически санкции на Иран и една военна операция, проведена без предупреждение ще ги накара да се чувстват измамени. Второ, иранският парламент, на когото предстои свикване, може да вземе мерки за решаване на кризата. Трето, заложниците не са изправени пред непосредствена физическа опасност. Дори ако нападението успее, голям брой от заложниците ще загинат, докато военните си проправят път към тях. Четвърто, иранците могат да отвърнат на удара, залавяйки американски журналисти или граждани в Техеран, създавайки по този начин нова заложническа криза. Пето, целият Централен Изток би се възпламенил, и последно, такава рискована военна операция би могла да прати Иран в лагера на СССР. Никой на срещата обаче не се съгласява с тези аргументи.
На 24 април осем големи хеликоптера излитат от палубата на самолетоносача Нимиц в Арабско море. По същото време шест транспортни самолета С-130 Херкулес се издигат в небето от база в Египет. Всичката тази бойна сила по план трябва да се събере над иранската пустиня, откъдето спасителните отряди на зелените барети и рейнджърите е планирано да проникнат в Техеран, да щурмуват американското посолство и да освободят заложниците. Хеликоптерите обаче трябва да прелетят през непредвидени облаци от пясък и прах и два от тях аварират преди да достигнат Иран, а друг изгубва равновесие на мястото на срещата. По време на прибързаното отстъпление през праха един хеликоптер се сблъсква с един С-130, убивайки 8 души от екипажа. Когато разбира за трагедията, опечаленият Картър иска от служителите си копие от речта, произнесена от Джон Ф. Кенеди след злополучното настъпление в Залива на прасетата и съобщава новините на нацията. Критиците нападат Картър затова, че предприема акция, която би могла да причини смъртта на много заложници. 

## Освобождаване
На 2 ноември иранският парламент най-накрая излага официално четири условия за освобождаването на заложниците и осем дни по-късно заместник държавния секретар Уорън Кристофър пристига в Алжир с първия отговор на САЩ. Преговорите завършват с подписването на Алжирското споразумение на 19 януари 1981 г. В споразумението се призовава за незабавно освобождаване на заложниците, размразяване на 7,9 милиарда $ ирански активи, ирански имунитет за бъдещи дела в Америка и обещание от САЩ, че оттук нататък няма да се намесват пряко или непряко, политически или военно във вътрешните работи на Иран. Заложниците са освободени в деня, в който приключва мандатът на Картър, а иранците настояват за плащане в злато, а не в американски долари.
На 20 януари 1981 г., когато Рейгън завършва 20-минутната си реч за встъпване в длъжност, 52-мата американски заложници са освободени от Иран в американски затвор.  Заложниците са докарани с полет в Алжир като символичен жест за помощта на алжирското правителство в решаването на кризата. Полетът продължава до военновъздушна база в Западна Германия, където бившия президент Картър, действащ като пратеник, ги приветства. След медицински прегледи, те взимат втори полет до Нюбърг, Ню Йорк, където са посрещнати от огромна тълпа. От Нюбърг пътуват с автобус до Военната академия на САЩ, и остават в хотел Тейър в Уест Пойнт за три дни.

## Последици

### САЩ
САЩ загубват съюзник с голяма армия, огромни количества нефт, разузнаване, което дава важни сведения за тестовете на съветските ракети и готов да изхарчи милиарди долари за американски оръжия. Продължителната криза накърнява американската гордост, намалява американския престиж и поставя въпроси, засягащи лидерските способности на САЩ в пост-виетнамската ера. Изпитанието със заложниците допринася за провала на управлението на Картър. Рейгън обрисува прост план, продиктуван от кризисната ситуация: САЩ трябва да изгради армията си така, че тя да възпира противниците. Някои американци изискват разграничаването от дясноориентирани режими и личности, с оглед избягването на възможността САЩ да се превърнат в мишена на революционен гняв.
Наследството от кризата продължава да влияе на отношенията между Иран и САЩ и до днешни дни. Иран и САЩ все още нямат официални дипломатически отношения помежду си, като и двете страни хвърлят враждебни обвинения по въпроси като американската инвазия в Ирак и иранските ядрени изследвания. 

### Иран
Взимането на заложници се оказва неуспешно за Иран, защото страната губи международна подкрепа за войната срещу Ирак, а споразумението се смята за почти изцяло благоприятно за Съединените щати, тъй като то не отговаря на никое от първоначалните искания на Иран.  Антиамериканизмът става още по-силен и антиамериканската реторика продължава с неотслабваща сила.  Политици като Мохамед Мусави са оставени в по-силна позиция, а тези, които са свързани с САЩ, са извадени от политическата картина. аятолах Хомейни се превръща в революционер. В изявленията му „империализма, либерализъм, демокрация“ са „отрицателни думи“, докато „революцията... се превръща в свещена дума, понякога по-важна от исляма“. 
Някои предполагат, че най-голямата полза от окупацията на американското посолство е придобиването на разузнавателна информация от посолството, включително самоличността на информаторите на правителството на САЩ, които Ислямската република може да използва за премахване на потенциалните дисиденти и да консолидира своите печалби и стабилизира своето място.
На 29 ноември 2011 г., стотици бунтовници, които претендират да бъдат студенти, щурмуват британското посолство в Техеран. Макар и да не са взети заложници, посолството е обезобразено и това води до оттегляне на дипломатическия персонал от страната и заповед на Иран да затвори посолството си в Лондон. 